# Legendary Tales
Legendary Tales è il primo album della band italiana Rhapsody, pubblicato nel 1997 sotto l'etichetta LMP. Il titolo dell'album significa "Racconti leggendari".

## Il disco
Tutti i concept album dei Rhapsody of Fire raccontano una storia che si evolve per avvenimenti collegati tra loro. La storia (la prima delle due saghe proposte) inizia col primo CD raccontando le avventure di un "Guerriero di Ghiaccio".
Emerald Sword Saga, Capitolo I
Un guerriero di ghiaccio è convocato al cospetto del suo destino per difendere Algalord e inizia il suo viaggio. Affronta un periodo invernale che plasma ancor più il suo cuore e raggiunge la foresta di unicorni dove regna un mondo di pace. Tuttavia, nella sua anima c'è solo il pensiero per la principessa Airin. In lui ribolle l'agognato desiderio di rivederla, ma l'obiettivo principale è trovare la Spada di Smeraldo.
Il guerriero si trova ad attraversare la pianura di Argon: questa fu la terra di immortali, in cui un giorno il suo spirito vivrà eterno.
Tra le colline di Elgard e le antiche rovine di Kron, il guerriero dovrà cercare la prima chiave per trovare la leggendaria spada magica.
Tra queste rovine cammina in laghi di sangue, con la sua gente in polvere, egli brama la gloria. Dopo aver attraversato ancora foreste alla ricerca della spada, trova la seconda chiave.
In sella al suo cavallo, il guerriero invoca gli dèi per aiutarlo nella sua missione. Menestrelli danzano attorno alle fiamme, raccontano di leggende allo splendere della luna. I cavalieri dormono accanto al fuoco mentre il guerriero sogna immagini terribili. L'alba arriva con il cinguettare degli uccelli e con esso termina anche un racconto, ma non il sogno di rivincita del guerriero di ghiaccio.

## Tracce
Testi di Luca Turilli, musiche di Luca Turilli e Alessandro Staropoli.
1. Ira Tenax – 1:13
2. Warrior of Ice – 5:57
3. Rage of the Winter – 6:09
4. Forest of Unicorns – 3:23
5. Flames of Revenge – 5:32
6. Virgin Skies (strumentale) – 1:20
7. Land of Immortals – 4:50
8. Echoes of Tragedy – 3:31
9. Lord of the Thunder – 5:31
10. Legendary Tales – 7:49

## Formazione
- Luca Turilli - chitarra
- Alessandro Staropoli - tastiera
- Daniele Carbonera - batteria
- Fabio Lione - voce

### Altri musicisti
- Manuel Staropoli - flauto
- Sascha Paeth - basso, chitarra acustica, mandolino
- Robert Hunecke - basso
- Anne Schnyder - primo violino
- Helia Davis - violino
- Oliver Kopf - viola
- Paul F. Boehnke - violoncello
- Andre Neygenfind - contrabbasso
- Cori (Choir of Immortals): Thomas Rettke, Cinzia Rizzo, Robert Hunecke, Miro, Wolfgang Herbst, Ricky Rizzo, Fabio Lione, Luca Turilli, Alessandro Staropoli, Tatiana Bloch